# Circonscription de Corio
La circonscription de Corio est une circonscription électorale australienne dans la lointaine banlieue ouest de Melbourne au Victoria. La circonscription a été créée en 1901 et est l'une des 75 circonscriptions de la première élection fédérale. Elle porte le nom de la baie de Corio. 
Elle a toujours été basée sur la ville de Geelong, bien que dans le passé, elle ait également inclus une partie des banlieues ouest de Melbourne. Pendant la plus grande partie de son histoire, elle a été un siège disputé entre gauche et droite, mais depuis les années 1970, elle est devenue un siège assuré pour le Parti travailliste. Ses membres les plus éminents ont été Richard Casey, un important membre du gouvernement dans les années 1930 et qui fut plus tard Gouverneur général, et Gordon Scholes, qui a été Président de la Chambre pendant le gouvernement Gough Whitlam. En 2007, le député sortant, Gavan O'Connor, s'est vu préférer au tour préliminaire le Secrétaire adjoint du Conseil australien des syndicats Richard Marles. 

## Représentants
| Nom             | Parti            | Période de mandat |
| --------------- | ---------------- | ----------------- |
| Richard Crouch  | Protectionniste  | 1901–1909         |
| Richard Crouch  | Commonwealth     | 1909–1910         |
| Alfred Ozanne   | Travailliste     | 1910–1913         |
| William Kendell | Commonwealth     | 1913–1914         |
| Alfred Ozanne   | Travailliste     | 1914–1917         |
| John Lister     | Nationaliste     | 1917–1929         |
| Arthur Lewis    | Travailliste     | 1929–1931         |
| Richard Casey   | United Australia | 1931–1940         |
| John Dedman     | Travailliste     | 1940–1949         |
| Hubert Opperman | Libéral          | 1949–1967         |
| Gordon Scholes  | Travailliste     | 1967–1993         |
| [avan O'Connor  | Travailliste     | 1993–2007         |
| Gavan O'Connor  | Indépendant      | 2007-2007         |
| Richard Marles  | Travailliste     | 2007–en cours     |